# Făurei (Brăila)
Pour l’article homonyme, voir Făurei.
Făurei est une ville roumaine située dans le județ de Brăila.

## Personnalités
- Bănel Nicoliță, footballeur roumain.